# Overwater (waterschap)
Overwater is een voormalig waterschap in de Nederlandse provincie Groningen. Het waterschap was opgericht als het Waterschap van den molen op de Klapstreek. In 1881 werd de naam gewijzigd in Overwater.
Het schap lag tussen Sappemeer en Zuidbroek aan de zuidkant van het Winschoterdiep. De oostkant lag de Boerenwijk, bij de uitwatering van de Polder het Poeltje, de zuidgrens lag in het oosten van de polder op de spoorlijn en in het westen op de Neroweg en de westgrens lag bij het Borgercompagniesterdiep. Het waterschap werd bemalen door een de aardappelmeelfabriek Motké van W.A. Scholten in Zuidbroek en de strokartonfabriek in Sappemeer, die het water na eigen gebruik loosden op het Winschoterdiep.
Waterstaatkundig gezien ligt het gebied sinds 2000 binnen dat van het waterschap Hunze en Aa's.

## Naam
Het schap ontleende zijn naam aan het huis Overwater van Thomas van Seeratt.